# Bridgewater Bank

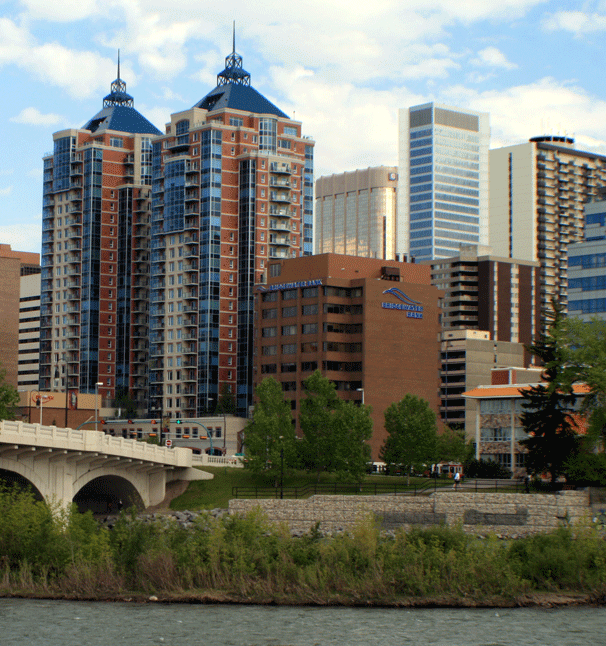
Hauptsitz der Bridgewater Bank in Calgary, Alberta, Kanada

Die Bridgewater Bank ist eine kanadische Bank mit Hauptsitz in Calgary, Alberta, Kanada. Die Bank gehört zur Alberta Motor Association (AMA). Die Bank bietet Hypothekendarlehen, diverse Investmentzertifikate und bietet Mastercard-Kreditkarten für alle Mitglieder der Canadian Automobile Association (CAA) landesweit (außer Quebec) an.  Die Bank managed über 66.000 Bankkonten mit einem Vermögen von 3,5 Milliarden Dollar.

## Geschichte
Die Bank wurde im Jahre 1997 als Tochtergesellschaft von der Alberta Motor Association (AMA) gegründet. 2006 erhielt das Institut die Vollbanklizenz.

## Geschäftsbereiche
- Darlehen
- Kreditkarten
- Bankkonten

## Mitgliedschaften
Die Bankinstitut ist Mitglied  bei der Canadian Bankers Association (CBA) und registriertes Mitglied der Canada Deposit Insurance Corporation (CDIC), der kanadischen Einlagensicherung. Weitere Mitgliedschaften u. a.:
- Canadian Payments Association (CPA)
- Registered Deposit Broker Association (RDBA)